# Zenobia trovata dai pastori sulle rive del fiume Arasse
Zenobia trovata dai pastori sulle rive del fiume Arasse (Zénobie retrouvée par les bergers sur les bords de l'Araxe) è un dipinto a olio su tela di William-Adolphe Bouguereau, realizzato nel 1850 e oggi conservato alla scuola di belle arti di Parigi. Delle riduzioni dell'opera sono conservate nel medesimo luogo e al museo d'Orsay.

## Storia
William-Adolphe Bouguereau dipinse questo quadro per il concorso del Prix de Rome (Premio di Roma), una borsa di studio che permetteva al vincitore di andare a studiare arte a Roma. A vincere il concorso di quell'anno fu Paul Baudry, ma Bouguereau vinse comunque un secondo premio di consolazione, che usò per pagare il suo soggiorno a Villa Medici, nell'Urbe.

## Descrizione
Il soggetto deriva dalle Storie di Tacito, nelle quali si racconta che Radamisto, il re dell'Armenia, provò ad uccidere sua moglie Zenobia per evitare che lei cadesse in mani nemiche e poi la lasciò alle correnti del fiume Arasse prima di fuggire. Infatti, c'era stata una rivolta contro di loro in quanto Radamisto, proveniente dal regno di Iberia, aveva conquistato l'Armenia con la forza. Zenobia, nonostante fosse stata pugnalata con una scimitarra, era ancora viva e venne trovata da un gruppo di pastori sulle rive del fiume, i quali fasciarono le sue ferite e la portarono ad Artassata, dove si trovava il re Tiridate I. Il corpo della regina Zenobia sembra freddo e scultoreo, quasi senza vita, e le vesti bagnate aderiscono alle gambe, rivelandone la forma. Sullo sfondo si notano un cielo con qualche nuvola e un paesaggio montuoso.